# ناتالي أميل
ناتالي أميّل (بالفرنسية: Nathalie Amiel)‏ هي لاعبة اتحاد الرغبي فرنسية، ولدت في 4 نوفمبر 1970 في بيزييه في فرنسا.